# 伞花马钱
伞花马钱（学名：Strychnos umbellata）为马钱科马钱属下的一个种。